# Aeroportul Kikai
Aeroportul Kikai (IATA: KKX, ICAO: RJKI) este un aeroport din Kikai⁠(d), Ōshima district⁠(d), Prefectura Kagoshima, Japonia. Aeroportul a fost tranzitat în 2023 de 80.391 de pasageri. A fost deschis în 1931.
Situat la o altitudine de 5 m, aeroportul dispune de o singură pistă.